# Жупанија Васлуј
Васлуј (рум. Judeţul Vaslui) је округ у републици Румунији, у њеном источном делу. Управно средиште округа је истоимени град, а битни су и градови Бирлад и Хуши.

## Положај
Округ Васлуј је погранични округ према републици Молдавији ка истоку. Округ са других страна окружују следећи окрузи:
- ка северу: Јаши (округ)
- ка југу: Галац (округ)
- ка западу: Бакау (округ)
- ка северозападу: Њамц (округ)

## Географија
Округ Васлуј је у Молдавији. Округ се налази у области молдавског побрђа, типичног за ову историјску покрајину. Река Прут је окружна и државна граница на истоку, ка републици Молдавији. Важна је и река Бирлад, која протиче кроз средиште округа.

## Становништво
Васлуј спада у округе Румуније са претежним румунским становништвом и по последњем попису из 2002. г. Румуни чине чак 98% окружног становништва, а остатак су углавном Роми.